# Фердинанд фон Гебра
Фердинанд Ріттер фон Гебра (нім. Ferdinand Ritter von Hebra; 1816—1880) — австрійський лікар, засновник Віденської дерматологічної школи, один з основоположників сучасної дерматології. 
Фердинанд фон Гебра вивчав медицину у Віденському університеті, який закінчив у 1841 році. На нього вплинув Карл фон Рокітанські, один із основоположників сучасної патологічної анатомії.
У 1844 році Гебра довів, що збудником корости є коростяний кліщ. У 1856 році видав книгу «Атлас шкірних захворювань» (Atlas der Hautkrankeiten).
Винайшов водний матрац для профілактики пролежнів. З 1879 року і до своєї смерті був головою Товариства лікарів у Відні.